# Gustav Brosch
Gustav Matouš Brosch (německy Gustav Ritter von Brosch) (22. září 1844, Chomutov – 18. srpna 1924, Štýrský Hradec) byl rakousko-uherský admirál, cestovatel a polárník. Zúčastnil se expedice, která objevila souostroví Země Františka Josefa. Později zastával vysoké funkce u c. k. válečného námořnictva a v roce 1904 byl penzionován v hodnosti viceadmirála.

## Život

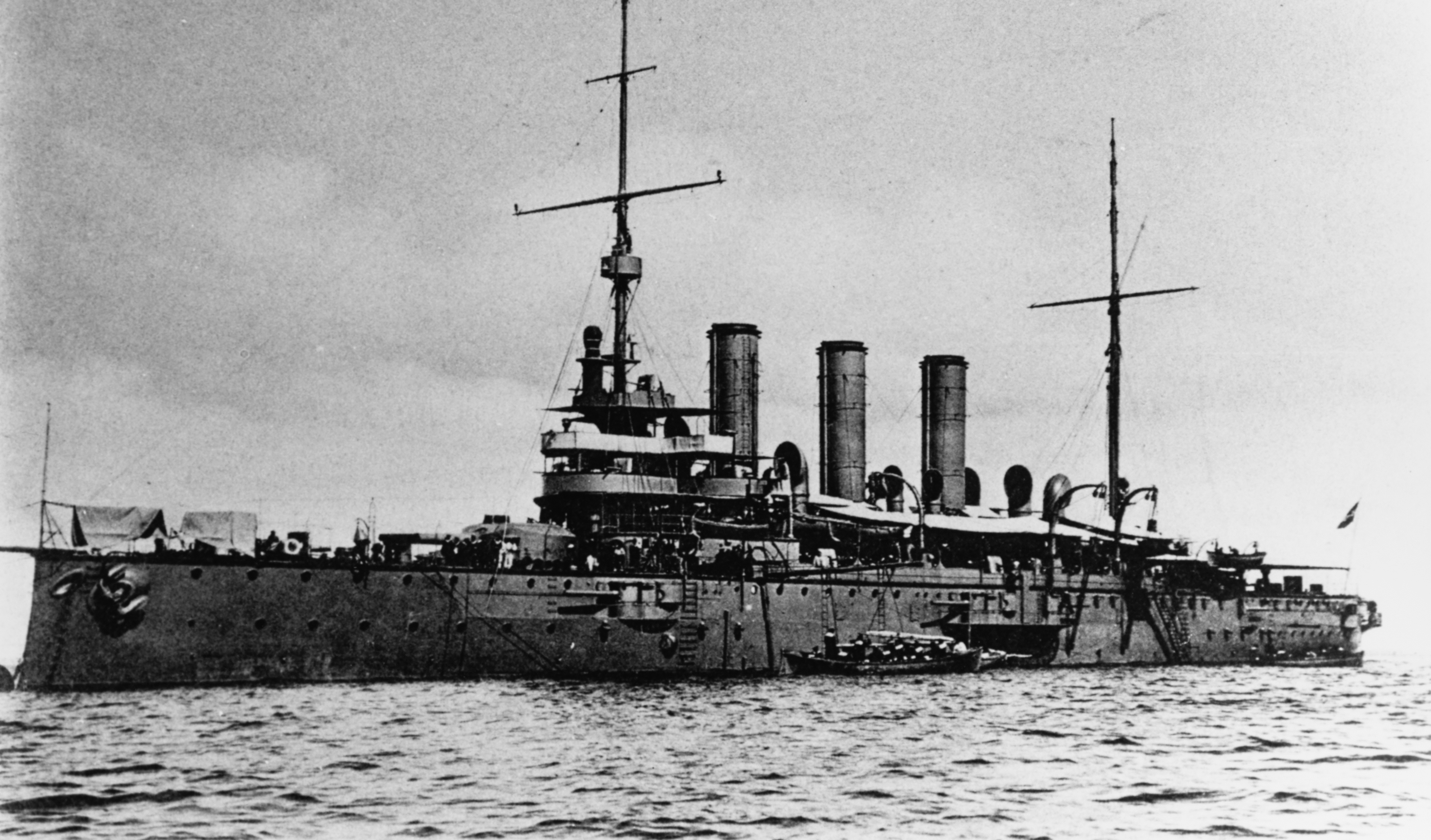
Pancéřový křižník SMS Kaiser Karl VI., vlajková loď admirála Brosche v letech 1900–1901

Narodil se v Chomutově v národnostně smíšeném manželství (jeho otec byl Čech), ale rodiče mu pravděpodobně brzy zemřeli, protože byl vychováván u svého příbuzného městského mlynáře Krische a později ve vojenských výchovných ústavech. Byl přijat do kadetního ústavu v Krakově a na C. k. námořní akademii. V roce 1859 nastoupil službu ve válečném námořnictvu a o dva roky později získal hodnost kadeta. Ve válce s Itálií se vyznamenal při hašení lodního požáru v bitvě u Visu roku 1866 a ve stejném roce byl povýšen na praporčíka řadové lodi. Sloužil na různých lodích v Jaderském a Severním moři a také na Dunaji, kde spolupracoval na odborné práci o řece a jejích přítocích. V roce 1871 byl povýšen na poručíka řadové lodi 2. třídy. V letech 1872–1874 se jako důstojník lodi Admiral Tegetthoff zúčastnil rakousko-uherské severopolární expedice. Během pobytu u Wilczekova ostrova pracoval s Carlem Weyprechtem na magnetických měřeních a zúčastnil se části třetí saňové výpravy, při které si poranil nohu.
Po návratu byl povýšen na poručíka I. třídy a po zpracování vědeckých výsledků z expedice získal rytířský titul. Poté působil jako dělostřelecký důstojník a postupně získal hodnosti korvetního kapitána (1885), fregatního kapitána (1889) a kapitána řadové lodi (1893). Byl velitelem různých bitevních lodí, působil také u námořního sborového velitelství v Pule nebo u Námořního technického výboru. V letech 1893–1896 byl přednostou operační kanceláře námořní sekce na ministerstvu války. V této funkci byl zároveň pobočníkem vrchního velitele námořnictva Maxmiliana Daublebskeho a často jej doprovázel na cestách po Jadranu a Středomoří. V letech 1896–1897 byl na křižníku SMS Kaiserin und Königin Maria Theresia velitelem eskadry a v roce 1897 přeložen k námořnímu oblastnímu velitelství v Terstu. V roce 1899 byl jmenován kontradmirálem a na vlajkové lodi SMS Kaiser Karl VI. byl velitelem divize v Jaderském moři. Nakonec byl v letech 1902–1904 zástupcem velitele válečného přístavu v Pule (1902–1904). K datu 1. května 1904 odešel do výslužby v hodnosti viceadmirála.
V Chomutově měl několik přednášek o významu a výsledcích expedice. Jeho dílo vyšlo pod názvem Die österreichisch-ungarische Polar-expedition unter Weyprecht und Payer.
V roce 1875 se oženil s Marií Bittersmannovou z Chomutova a měli spolu dvě dcery, ale mladší z nich zemřela v raném věku. Zemřel v roce 1924 ve Štýrském Hradci, kde je pohřben na hřbitově St Peter. Je po něm pojmenován Brožův ostrov nedaleko severního pobřeží většího Greelyho ostrova. On sám pojmenoval jeden z mysů v Zemi Františka Josefa jako Chomutovský mys (Cap Comotovia).

## Tituly a ocenění
V roce 1876 byl povýšen do šlechtického stavu s titulem rytíř. Během služby u námořnictva získal několik vyznamenání v Rakousku-Uhersku i v zahraničí. Mimo jiné byl čestným členem C. k. geografické společnosti ve Vídni.

### Rakousko-Uhersko
- Válečná pamětní medaile (1864)
- Válečná medaile (1873)
- Řád železné koruny III. třídy (1874)
- Služební odznak pro důstojníky III. třídy (1881)
- rytířský kříž Leopoldova řádu (1898)
- Jubilejní pamětní medaile (1898)
- Služební odznak pro důstojníky II. třídy (1899)
- Vojenský jubilejní kříž (1908)

### Zahraničí
- rytířský kříž Řádu neposkvrněného početí Panny Marie z Vila Viçosa (1875, Portugalsko)
- komandér Danebrožského řádu (1891, Dánsko)
- Řád pruské koruny II. třídy (1891, Německo)
- komandérský kříž Řádu meče (1891, Švédsko)
- Řád Medžidie II. třídy (1900, Osmanská říše)